# Гницевич, Евгений Куприянович
Евгений Куприянович Гницевич (7 ноября 1928 года, г. Донецк, Донецкая область, Украинская ССР, СССР — 20 марта 2001 года, Санкт-Петербург, Россия) — советский и российский гидрограф, государственный и военный деятель.

## Биография
Родился в городе Сталин, Сталинский округ Украинской ССР.
В 1946 году после окончания средней школы в Донецке поступил на гидрографический факультет Высшего военно-морского училища имени М. В. Фрунзе. После окончания училища в 1950 году был направлен на Тихоокеанский флот, где служил в должностях командира группы, старшего офицера и командира манипуляторного отряда. Участвовал в навигационно-гидрографическом обеспечении боевой подготовки сил флота.

В 1958 году переведен на Балтийский флот, где в течение 13 лет служил в должностях начальника части навигационного оборудования, заместителя начальника и начальника гидрографического района.
В 1970 году назначен начальником организационно-планового отдела Гидрографического управления (с 1972 г. — Главного управления навигации и океанографии) Министерства обороны СССР. Работая в этой должности, внес значительный вклад в организационное укрепление Гидрографической службы флотов и частей Гидрографической службы ВМФ центрального подчинения.

В 1974 году назначен на должность начальника гидрографической службы Балтийского флота, которую занимал по 1979 г. На этом посту способствовал широкому внедрению новых технических средств и новых методов гидрографического обеспечения деятельности флота. Под его руководством был развернут широкий фронт работ по строительству важных объектов навигационного оборудования, организовано детальное гидрографическое обследование морского побережья Балтийского моря, что явилось залогом успешного решения задач навигационно-гидрографического и гидрометеорологического обеспечения действий сил флота.
С 1979 по 1988 гг. занимал должность начальника отдела навигационного оборудования Главного управления навигации и океанографии Министерства обороны СССР, руководил работами по созданию новых средств навигационного оборудования, переводом средств навигационного оборудования на новую перспективную энергетику, строительством и развитием средств навигационного оборудования на морях страны.

Закончив службу в ВМФ в 1988 году, до последнего дня продолжал активно трудиться в отделе маячной службы Главного управления навигации и океанографии Министерства обороны Российской Федерации, возглавляя отделение навигационного оборудования.

Занимая руководящие должности в системе ВМФ СССР и возглавляя делегации Советского Союза на международных конференциях и конгрессах гидрографических служб, Е. К. Гницевич внес существенный вклад в развитие гидрографических исследований северо-атлантического региона, был идеологом создания современной системы навигационного оборудования и обеспечения безопасности мореплавания в Балтийском море.

Скончался 20 марта 2001 года в Санкт-Петербурге после тяжелой продолжительной болезни, похоронен на Смоленском кладбище Санкт-Петербурга.

## Награды
За успехи в службе награждён многими орденами и медалями, в том числе медалью
За боевые заслуги (1968), орденом Трудового Красного Знамени (1978), орденом За службу Родине в Вооруженных силах III степени (1986) и пр.

## Память
В 2005 году имя Е. К. Гницевича присвоено подводному горному хребту в северо-восточной части Атлантического океана, находящемуся на расстоянии около 1500 км от испанского города Виго, расположенного на атлантическом побережье. Координаты: 44° 32' 00" северной широты, 25° 17' 00" западной долготы  располагаются на глубине 920 метров. Давление воды на поверхности гор 9,3 МПа .
Приказом Главнокомандующего ВМФ России В. И. Королёва от 15.06.2017 г. № 652 имя Е. К. Гницевича присвоено БГК-2149 «Евгений Гницевич» проекта 19920; торжественная церемония присвоения имени состоялась 13 октября 2017 г., в день 190-летия Гидрографической службы ВМФ России, на наб. Лейтенанта Шмидта в Санкт-Петербурге .

## Семья
Был женат на Гницевич (урожд. Каравацкой) Серафиме Романовне (1927 — 2007).

Дети:
- Гницевич Светлана Евгеньевна (1951 —2021), окончила химический факультет ЛГУ им. А. А. Жданова (1974), до выхода на пенсию работала в Государственном институте прикладной химии (ФГУП "РНЦ «Прикладная химия») https://www.webcitation.org/69Kge6qmm?url=http://www.giph-design.ru/. Дата обращения: 31 января 2012. Архивировано из оригинала 17 апреля 2012 года.. Автор ряда научных публикаций по химии, в том числе в англоязычных журналах, энциклопедиях и сборниках.
- Гницевич Виктор Евгеньевич (1955 — 2021), окончил гидрографический факультет Высшего военно-морского училища имени М. В. Фрунзе (1977), в 1977 — 1999 гг. проходил военную службу в VI Атлантической океанографической экспедиции (Санкт-Петербург, г. Ломоносов). Капитан 2-го ранга в запасе.

Внук Гницевич Константин Викторович (р. 1983), юрист, окончил Санкт-Петербургский юридический институт (филиал) Академии Генеральной прокуратуры РФ (2005) . Занимается научно-исследовательской деятельностью в области права, совмещая её с практической работой юриста. Кандидат юридических наук (Санкт-Петербургский государственный университет, 2010 ), автор более 30 научных статей, 1 монографии по вопросам гражданского права . На протяжении ряда лет курировал работу юридической службы крупного производственного предприятия пищевой промышленности Санкт-Петербурга в должности заместителя генерального директора . С 2012 года — адвокат Адвокатской палаты Ленинградской области, доцент кафедры теории и истории государства и права  ФГБОУ ВО «Санкт-Петербургский университет ГПС МЧС России».